# Juan Pombo Conejo
Juan Pombo Conejo I Marqués de Casa Pombo (Villada, Palencia, 29 de agosto de 1815 – Santander, 27 de mayo de 1889) Comerciante, industrial, naviero, banquero, promotor turístico y político. Llevó su espíritu emprendedor a todas las manifestaciones de la vida mercantil de Santander desde el primer tercio del siglo XIX.

## Biografía
Hijo de Pedro Pombo García y de María Antonia Conejo Rodríguez. Casó con Florentina Villameriel Blanco, Frómista (provincia de Palencia), nacida en 1816, hija de Ignacio Villameriel  y de Petra Blanco, el 26 de septiembre de 1835, en la Santa Iglesia Catedral de Santander. El matrimonio vivió en Santander con sus seis hijos: Dolores, Arturo, César, José, Cayo y Everilda Pombo Villameriel.
Llegó muy joven, superados los 16 años, a Santander donde su familia le encomendó dar salida al trigo y la harina que producían y comercializaban en Tierra de Campos. Desde ese momento se convierte en artífice de muchos de los hitos de la vida santanderina y uno de los personaje más representativo de su vida local.
Desde 1865, en Valladolid, realizó una de las más importantes inversiones del sector harinero en la fábrica de harinas “El Cabildo”, así como otras en el Canal de Campos. Hacia 1870 figura entre los primeros fabricantes de harinas de Castilla, llegando a ser el primer productor del país y una de las primeras firmas exportadoras de este producto. Durante estos años figuraba como un notorio propietario de tierras en Valladolid y Palencia. Fue también propietario en Valladolid, del Palacio del Marqués de Villena, sede del actual Museo Nacional de Escultura. Posee otras propiedades urbanas en esta ciudad, como una casa en la plaza de Santa Ana, antiguo parador de diligencias y la casa-palacio del Marqués de Távara, en la calle Angustias, aposento de los reyes de Castilla en el siglo XV.
Transcurrida una década, después de su llegada a Santander, combinó sus negocios harineros con la construcción de buques de vela para su comercio ultramarino. Toda su flota de vela, 4 fragatas y un bergantín, fue construida en España y su fragata "Don Juan", de 200 pies de eslora y 1.200 toneladas de registro bruto, el mayor buque de vela de la bandera nacional, por aquellas fechas (1871). También hizo sus intentos con el vapor, con dos barcos de su propiedad.
Figura en 1857 el primero en la relación de socios fundadores del Banco de Santander y su primer Presidente de la Junta de Gobierno, como miembro del Consejo de Administración. En la refundación y ampliación de capital del Banco en 1875 tiene un papel relevante junto con su hijos. Fundó y fue miembro del Consejo de Administración de las Sociedades de Crédito "Unión Mercantil" y "Crédito Cántabro", de la Compañía de Ferrocarriles de Isabel II, promotora y concesionaria del ferrocarril Alar-Santander, de la Cía. Seguros  Marítimos de Santander y de la S.A. para el abastecimiento de aguas de Santander (obra urbana muy importante para Santander, desde su puesto en el Senado apoyó esta iniciativa).
En el año de 1872 era el primer contribuyente (Industria y Comercio) de la provincia de Santander, y segundo contribuyente (Territorial) de la de Valladolid. En 1875-76 se convierte ya en primer contribuyente de Valladolid. Asimismo se encontraba en la lista de los 150 mayores contribuyentes de España de 1875, en el lugar 135, con una contribución de 12.884 ptas.
Juan Pombo revolucionó la urbanización de la actual zona céntrica de Santander, antigua zona Este. Desde la calle del Martillo trazó con grandes construcciones lo que se conoce popularmente por el nombre de Plaza Juan Pombo, cuyos terrenos cedió al pueblo de Santander, a condición de que nunca se edificara en ellos. En esta plazuela ubicó el edificio-palacio de su propiedad, actualmente sede del Soho Boutique Palacio de Pombo, sede también del Real Club de Regatas de Santander y otros establecimientos. Además de esta casa palacio, en 1861 comenzó la edificación de  dos manzanas, de dos casas cada una. Así mismo edificó otra casa en la calle de la Marina en 1877. También en los aledaños de la plazuela contribuyó de forma importante a la construcción de la iglesia de Santa Lucía y más tarde participó en la construcción de la Capilla de San Roque.
Los proyectos de realizar el puerto de Santander en El Sardinero se paralizaron. Entonces fue decisiva su participación en el ensanche del puerto hacia el Oeste. El proyecto del puerto y ensanche de Maliaño fue presentado por Juan Pombo y Marcelino Sanz de Sautuola y la redacción técnica del mismo se plasmó entre 1864 y 1865. En 1868, siendo Alcalde de Santander, impulsó el proyecto de Mateo Obregón de continuar los muelles hasta Molnedo (Puertochico) y la construcción de las últimas manzanas del  Ensanche. El 3/05/1872 se crea la Junta de Obras del Puerto de Santander y el 6/06/1872 se constituye, siendo don Juan Pombo uno de sus fundadores y principales valedores.
Desde mediados del siglo XIX es uno de  los mayores propietarios de terrenos del Sardinero, abre los accesos a la playa y construye el Casino que regenta. Propietario de varios hoteles: Gran Hotel El Sardinero, Hotel Castilla, Hotel Hoyuela y Hotel París. Promotor del  Balneario en la primera playa del Sardinero junto con sus hijos Arturo y César, así como del tren-tranvía de vapor, que allí llevaba a los veraneantes. En realidad, a él se debe la creación del veraneo Santanderino. A Juan Pombo Conejo se debió también la construcción del primer Casino, en 1870, en una de las mejores fincas de su propiedad en la zona. El Casino era complemento indispensable de las playas.
Igual que en sus empresas no escatimó en ninguna ocasión su intervención personal o pecuniaria en interés de sus convecinos. Así, se sabe, hizo importantes donaciones para  el batallón que la provincia de Santander envió a Cuba, la epidemia de cólera de 1865 y 1885, como en el intermedio hizo donaciones para el Hospital Alto de Miranda, centro de heridos del Norte, de la segunda guerra carlista. Desde la Alcaldía, en 1867, hizo una proposición para crear trabajo desde las obras del municipio, a fin de paliar el paro de la época. En algunas ocasiones financió con su patrimonio personal, sin lucro, las necesidades imperiosas de tesorería del municipio.
Fue Alcalde de Santander en 1867 hasta el año 1868, en que motivado por la revolución de septiembre, pasó a ejercer de Teniente-Alcalde. Perteneció al partido La Unión Liberal y escindido éste participó en la restauración Borbónica, a partir de 1.872, impulsada por Cánovas. En la segunda guerra carlista cuando éstos se aproximan casi hasta las puertas de la ciudad, entre el 19 y el 24/01/1874, forma parte de la Junta de Defensa, contribuyendo a la retirada de las tropas. Fue Senador del Reino por la provincia de Valladolid en las Legislaturas de 1872, 1876, 1877 y 1878-80 y por la provincia de Palencia en la Legislatura de 1881-82 
El 15 de abril de 1872 un Real Decreto de Amadeo I de Saboya nombraba Juan  Pombo Conejo primer Marqués de Casa Pombo, título que se hizo efectivo por Real Despacho de 24 de mayo de 1872. El rey Amadeo I de Saboya  (1872), Isabel II  y las Infantas (1876), se alojaron en la que fue su  residencia estival del Sardinero, “Villa Piquío" (propiedad de su hijo José Pombo Villameriel desde 1870).
Por acuerdo del pleno del Ayuntamiento de Santander de fecha 27 de mayo de 1889 se acordó nombrarle Hijo Adoptivo de la Ciudad de Santander y darle sepultura en el panteón de hombres ilustres del cementerio de Ciriego Desde abril de 2001 la antigua “Plaza de José Antonio” de Santander pasa a denominarse, como antaño, “Plaza de Pombo”. En Palencia, capital, da nombre a una de sus principales calles, así como en su pueblo natal, Villada.
Falleció en 1889.